# Reddyanus neradi
Espèce
Synonymes
- Isometrus neradi Kovařík, 2013

Reddyanus neradi est une espèce de scorpions de la famille des Buthidae.

## Distribution
Cette espèce est endémique de la province de Chanthaburi en Thaïlande. Elle se rencontre dans le parc national de Namtok Phlio.

## Description
Le mâle holotype mesure 32 mm.

## Systématique et taxinomie
Cette espèce a été décrite sous le protonyme Isometrus neradi par Kovařík en 2013. Elle est placée dans le genre Reddyanus par Kovařík, Lowe, Ranawana, Hoferek, Jayarathne, Plíšková et Šťáhlavský en 2016.

## Étymologie
Cette espèce est nommée en l'honneur de Ladislav Nerad.

## Publication originale
- Kovařík, 2013 : « Family Buthidae. » Illustrated catalogue of scorpions Part II Bothriuridae: Buthidae I, genera Compsobuthus, Hottentotta, Isometrus, Lychas and Sassanidotus, Prague, Clarion Production, p. 145-212.